# Usingeriessa brunnildalis
Usingeriessa brunnildalis là một loài bướm đêm trong họ Crambidae.